# Yūsuke Ishida
Yūsuke Ishida (japanisch 石田 侑資 Ishida Yūsuke; * 11. November 2002 in der Präfektur Tokushima) ist ein japanischer Fußballspieler.

## Karriere
Yūsuke Ishida erlernte das Fußballspielen in den Jugendmannschaften von Tokushima Rapaz und Tokushima Vortis sowie in der Schulmannschaft der Funabashi Municipal High School. Seinen ersten Profivertrag unterschrieb er am 1. Februar 2021 bei Gainare Tottori. Der Verein, der in der Präfektur Tottori beheimatet ist, spielte in der dritten japanischen Liga, der J3 League. Sein Drittligadebüt gab Yūsuke Ishida am 14. März 2021 (1. Spieltag) im Auswärtsspiel gegen den Kagoshima United FC. Hier wurde er in der 54. Minute für Yū Ōkubo eingewechselt. Bei seinem Debüt schoss er auch sein erstes Drittligator. In der 65. Minute traf er zum Anschlusstreffer zum 2:1. Gainare Tottori gewann das Spiel mit 3:2. Nach 38 Drittligaspielen wechselte er im Februar 2023 zum Zweitligaaufsteiger Iwaki FC.